# Terpsiphone rufocinerea
El monarca colilargo del Congo (Terpsiphone rufocinerea) es una especie de ave paseriforme de la familia Monarchidae propia de África Central.

## Distribución y hábitat
Se lo encuentra en Angola, Camerún, República Centroafricana, República del Congo, República Democrática del Congo, Guinea Ecuatorial y Gabón.
Sus hábitats naturales son los pantanos tropicales y los humedales arbustivos.